# Daniël Mijtens

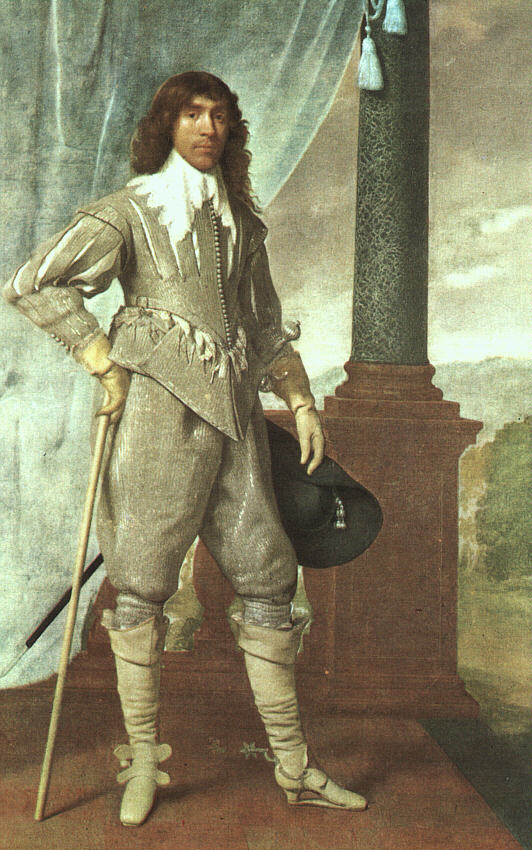
Portret Jamesa Hamiltona, 1629

Daniël Mijtens, znany także jako Daniel Mytens starszy (ur. ok. 1590 w Delfcie, zm. przed 22 czerwca 1647 w Hadze) – holenderski malarz portrecista.

## Życiorys
Urodził się w flamandzkiej rodzinie o artystycznych tradycjach. Wykształcenie zdobył prawdopodobnie w warsztacie Michiela van Mierevelta w Hadze. Około 1618 przeniósł się do Londynu, gdzie jego opiekunem i mecenasem był Thomas Howard, 21. hrabia Arundel. Mijtens malował początkowo portrety hrabiego i jego otoczenia, później otrzymywał zlecenia od króla Jakuba I Stuarta. W 1625 roku został nadwornym malarzem króla Karola I. Artysta cieszył się znacznym powodzeniem, portretował rodzinę królewską i dworzan, często wykonując obrazy i ich kopie. Świadczyć to może o tym, że miał duży warsztat i licznych uczniów. Po przybyciu w 1632 Antoona van Dycka do Londynu, Mijtens stracił zamówienia i prawdopodobnie ok. 1634 wrócił do Holandii. W ostatnim okresie życia zajmował się handlem dziełami sztuki i mało malował. Znane są tylko cztery jego obrazy z tego okresu.
Daniël Mijtens miał znaczny wpływ na angielskie malarstwo portretowe przed przybyciem van Dycka. Wprowadził modę na duże, naturalnej wielkości portrety, odznaczające się elegancją i śmiałą kolorystyką. Największe zbiory prac malarza posiadają muzea brytyjskie, m.in. National Portrait Gallery i The Royal Collection.